# 대한해운
대한해운(Korea Line Corporation)은 SM그룹 계열사이자 대한민국의 해양 화물 운송 기업이다. 벌크선, LNG선 등을 갖춘 물류 기업이다.